# Mario Montuori
Mario Montuori (* 1. Mai 1920 in Rom; † 12. August 1997 ebenda) war ein italienischer Kameramann.

## Leben
Montuoris Vater Carlo war bereits Kameramann; Mario begann 1945 als Assistent seines Vaters mit der Arbeit hinter der Kamera für die italienische Filmindustrie. 1947 bereits wurde er Chefkameramann und war in dieser Funktion bis 1977 in über 60 Filmen tätig. Häufig arbeitete er mit Mario Soldati und zu Ende seiner Karriere auch mit Roberto Rossellini zusammen. In den 1960er Jahren war er auch an der Entstehung etlicher Genrefilme wie z. B. Italowestern beteiligt. Besonders erwähnt wurde seine stimmungsvolle Bildgestaltung, die er von nebelverhangen über romantisch bis hin zu effizient seinen Filmen angedeihen ließ.

## Filmografie (Auswahl)
- 1947: Strandgut der Sünde (Gioventù perduta)
- 1951: O.K. Nero (O.K. Nerone)
- 1951: Zorro, der Held (Il sogno di Zorro)
- 1952: Der Mantel (Il cappotto)
- 1953: Das Fleisch ist schwach (Bufere)
- 1959: Wolgaschiffer (I battellieri del Volga)
- 1960: Prinzessin Olympia (Olimpia)
- 1960: Die Rache des Herkules (La vendetta di Ercole)
- 1962: Liebe mit zwanzig (L’amour à vingt ans) (ital. Episode)
- 1962: Sodom und Gomorrha (Sodom and Gomorrha)
- 1966: Siebzehn Jahr, blondes Haar
- 1967: Glut der Sonne (Dovè si spara di più)
- 1969: Seine Kugeln pfeifen das Todeslied (Il pistolero dell’ Ave Maria)
- 1970: Django – Die Nacht der langen Messer (Ciakmull)
- 1975: Der Messias (Il Messia)
- 1977: Charleston – Zwei Fäuste räumen auf (Charleston)